# Ala Menșikov-Vutcărău
Ala Menșikov-Vutcărău (sau Ala Menșicov; n. 9 februarie 1961, Chetriș, raionul Fălești, RSS Moldovenească, URSS) este o actriță de teatru din Republica Moldova.
A studiat la Școala Superioară de Artă Teatrală „Boris Șciukin”⁠(d) din Moscova în anii 1981-1985, la profesorii A. Borisov, Alla Kazanskaia⁠(d), Ion Ungureanu, Evgheni Simonov⁠(d) și alții.
Între 1985 și 1991 a profesat la Teatrul pentru Tineret „Luceafărul”. Alături de Petru Vutcărău și alți 13 actori, creează un teatru „ambulant” primele reprezentații oferindu-le în România, la Râmnicu-Vâlcea (1991-prezent). Începând cu 2011 începe să îndrume copiii, tinerii și adulții pasionați de teatru iar din 2013 este lector la Academia de Muzică, Teatru și Arte Plastice din Chișinău. Joacă la Teatrul „Eugène Ionesco” din Chișinău.
A avut zeci de roluri, dintre care cele mai reprezentative sunt:
- Ala – Violența, o istorie de dragoste, regie Benno Voorham (Suedia);
- Tanti Roz – Oscar și Tanti Roz de Eric–Emmanuel Schmitt, regie Petru Vutcărău;
- Doica – Romeo și Julieta după William Shakespeare, regia M. Cris Nedeea (România);
- Femeie – Oameni ai nimănui de Dumitru Crudu, regia Vitalie Drucec;
- Doamna Coquenard – Mizantropul de Eugene Labiche, regia Nugzar Lortkipanidze (Georgia);
- Jacqueline – Femeile lui Picasso. Jacqueline de Brian McAvera, regia Vitalie Drucec;
- Regina Elisabeta I – Elisabeta I de Paul Foster, regia Petru Vutcărău;
- Kupavina – Lupii și oile de Alex. N. Ostrovski, regia Petru Vutcărău;
- Arakdina/ Mașa – Mașinăria Cehov de Matei Vișniec, regia Petru Vutcărău, co-producție cu Theatre les Aires (Die, Franța);
- Gertrude – Hamlet de William Shakespeare, regia Ion Sapdaru;
- Katia Ezova – Istoria comunismului povestită pentru bolnavii mintal de Matei Vișniec, regia Charles Lee;
- Helena – Visul unei nopți de vară de William Shakespeare, regia Petru Vutcărău;
- Spectatoarea/ Doamna 2 – Plasatoarele de Constantin Cheianu, regia Sandu Cozub;
- Anna Andreevna – Revizorul de Nikolai Gogol, regia Petru Vutcărău;
- Claire – Strigătul de Tennessee Williams, regia Volia Vaha (Sankt-Peterburg, Rusia);
- Nebuna lucidă – Voci în lumina orbitoare de Matei Vișniec, regia Petru Vutcărău;
- Țărancă/ oaspete – Chirița în provincie după Vasile Alecsandri, regia Petru Vutcărău;
- Regina Margareta – Regele moare de Eugene Ionesco, regia Petru Vutcărău;
- Mama – Jacques sau supunerea de Eugene Ionesco, regia Moshe Yassur;
- Arkadina – Pescărușul de Anton Cehov, regia Mihai Fusu;
- Iacob – Iosif și amanta sa de Val Butnaru, regia Petru Vutcărău;
- Doamna Smith – Cântăreața cheală de Eugene Ionesco, regia Petru Vutcărău;
- Membru al Societății Mondiale de Binefacere “Paradis” – Așteptându-l pe Godot de Samuel Beckett, regia Petru Vutcărău;
- Ea – Stația de autobuz de Den Fujita, regia Den Fujita;
- Văduva – Două săgeți de Aleksandr Volodin;
- Nina Letrinquier – Stațiunea Champbaudet de Eugene Labiche;
- Țiganca-mamă – Cadavrul viu de Lev Tolstoi;
- Mama - Sașka de V. Condratiev;
- Nadia – Lecții de muzică de Larisa Petrușevskaia;
- Aneta – Procedee de jiu-jitsu de Val Butnaru;
- Euridice – La Veneția e cu totul altfel de Val Butnaru;
- Femeia cu pisica – Rinocerii de Eugene Ionesco;
- Gertrude – Hamlet de William Shakespeare, Teatrul „KAZE” (Tokyo, Japonia);
- Vocea umană de Jean Cocteau, regia Marcela Cebotarenco - teatru televizat.

A primit următoarele premii și distincții:
- Premiul II, pentru Agrișul de A.P.Cehov, Concursul declamatorilor A.P.Cehov, Moscova, 1985;
- Premiul I pentru cel mai bun rol feminin (Euridice), spectacolul La Veneția e cu totul altfel;
- Premiul Național „Coloana Infinitului” pentru cel mai bun rol feminin – Euridice, Chișinău, 1989;
- Premiul pentru Cel Mai Bun Rol Feminin, în cadrul I-ei ediții a Festivalului Internațional de Teatru BITEI, Chișinău, 1994;
- Bursa de excelență a Fundației Soros, 2002;
- Premiul pentru Cel Mai Bun Rol Feminin, Elisabeta I după Paul Foster, regia Petru Vutcărău; Gala Premiilor UNITEM, Chișinău, 2006;
- Marele premiu pentru Cel mai Bun One-Man-Show Feminin, Femeile lui Picasso. Jacqueline.; Festivalul Internațional de Teatru „GALA STAR”, Bacău, 2006;
- Titlul onorific „Maestru în Artă”, 2009.

Este căsătorită cu actorul și regizorul de teatru Petru Vutcărău din 1987.

## Legături externe
- interviu al ziarului Timpul: La „Ionesco”, trebuie să îți dai și sufletul!.., 4 iulie 2011;
- interviu al allfun.md:  Ala Menșicov: Între teatru și realitate Arhivat în 2 aprilie 2018, la Wayback Machine., 7 iunie 2013.